# Cycas diannanensis
Cycas diannanensis Z.T.Guan & G.D.Tao, 1995 è una pianta appartenente alla famiglia delle Cycadaceae, endemica della Cina.

## Descrizione
È una cicade con fusto eretto o acaulescente, alto sino a 3 m e con diametro di 25-35 cm.
Le foglie, pennate, lunghe 140-330 cm, sono disposte a corona all'apice del fusto e sono rette da un picciolo lungo 45-100 cm; ogni foglia è composta da 160-300 paia di foglioline lanceolate, con margine leggermente ricurvo, lunghe mediamente 13-32 cm, di colore verde chiaro o scuro, inserite sul rachide con un angolo di 50-80°.
È una specie dioica con esemplari maschili che presentano microsporofilli disposti a formare strobili terminali di forma ovoidali, lunghi 50-65 cm e larghi 9-13 cm ed esemplari femminili con macrosporofilli che si trovano in gran numero nella parte sommitale del fusto, con l'aspetto di foglie pennate che racchiudono gli ovuli, in numero di 4-8.  
I semi sono ovoidali, lunghi 28-40 mm, ricoperti da un tegumento di colore giallo.

## Distribuzione e habitat
L'epiteto specifico diannanensis fa riferimento alla diffusione della specie nelle zone limitrofe della municipalità di Diannan, appartenente alla provincia dello Yunnan.

Prospera su terreni con substrati calcarei, argillosi o scistosi; comunemente sulle cime di pendii ripidi, tra i 600 e 1800 metri.

## Conservazione
La IUCN Red List classifica C. diannanensis come specie vulnerabile.

La specie è inserita nella Appendice II della Convention on International Trade of Endangered Species (CITES)